# 西里拉醫院
13°45′29″N 100°29′09″E / 13.757925°N 100.485849°E
西里拉醫院是泰國曼谷一所大型公營綜合醫院和泰國歷史悠久的公立醫院，位於昭披耶河西岸的曼谷蓮縣、法政大學月亮碼頭校園對岸。是瑪希敦大學醫學院的主要教學醫院，也是泰國第一家醫學院。
醫院由朱拉隆功大帝在1888年建立，當時是在一場霍亂疫情後七年。醫院的名字來自大帝在醫院建成前一年因痢疾早夭的西里拉王子。1890年附屬醫學院成立，是瑪希敦大學的前身。
詩納卡琳王太妃與其子拉瑪九世都在本醫院去世；九世王之子拉瑪十世和孫子提幫功王子也在本醫院出生。
死亡博物館是醫院的附屬設施。